# 1942年鐵路
此條目列出1942年發生有關鐵路運輸的事件。

## 事件

### 1月
- 1月1日：印度政府取得孟買、巴羅達及中央印度鐵路（英语：Bombay, Baroda and Central India Railway）與阿薩姆孟加拉鐵路（英语：Bengal Assam Railway#The Assam Bengal Railway），並將後者與東孟加拉鐵路合併成為孟加拉阿薩姆鐵路（英语：Bengal Assam Railway）[1]。

### 5月
- 5月10日：大阪市營地下鐵3號線通車，來往大國町站至花園町站。當時是單線運行。

### 6月
- 6月13日：IRT第二大道線（英语：IRT Second Avenue Line）的列車停運。
- 6月22日：大日本帝國強迫同盟國戰俘興建泰緬鐵路，全長415公里，以支援其緬甸集中營（英语：Burma campaign）。

### 12月
- 12月1日：京濱急行電鐵久里濱線通車。